# Richard Kitta
Richard Kitta (Kassa, 1979. január 20. –) szlovák költő, dalszövegíró, multimédia művész, kulturális aktivista és egyetemi tanár. Kassán él.
Elsősorban interaktív programok, vetítések, valamint a vizuális költészet létrehozásával foglalkozik. 2012 óta vett részt a folyamatos vizuális költészet nyílt projektjében.
2009 óta az ENTER art magazin főszerkesztője. 2010-ben társalapítója volt egy irodalmi kezdeményezésnek, a Kassai Európai Költők Házának. Az első ilyen jellegű kortárs médiaművészeti galéria művészeti vezetője Szlovákiában. Tanárként dolgozik a Kassai Műszaki Egyetem Művészeti Karának Új Média Stúdiójában.

## Művei
- Zem tajných obojživelníkov (2004) Titkos kétéltűek földje
- Vynález dúhy (2006) A szivárvány találmánya

## Fordítás
- Ez a szócikk részben vagy egészben  a   Richard Kitta című szlovák Wikipédia-szócikk ezen változatának fordításán alapul.  Az eredeti cikk szerkesztőit annak laptörténete sorolja fel. Ez a jelzés csupán a megfogalmazás eredetét és a szerzői jogokat jelzi, nem szolgál a cikkben szereplő információk forrásmegjelöléseként.